# Josefa Ros y Sanz
Josefa Ros y Sanz (Valencia, ¿1825? - 3 de mayo de 1883) fue una impresora española del siglo XIX, viuda de José María Ayoldi.
Estuvo activa desde 1872 aproximadamente, regentó la imprenta situada en el número 16 de la calle de las Salinas en la ciudad de Valencia firmando los pies de sus publicaciones con el dato «Imp. de la Viuda de Ayoldi».
Josefa Ros desarrolló su actividad editorial con constancia manteniendo un alto ritmo de producción de libros, periódicos y calendarios. Imprimió libros de carácter jurídico, literario y religioso, y periódicos de temática variada. Se hizo cargo también de los Calendarios de Valencia, estampados por la Imprenta de Ayoldi desde 1862. Entre los libros que se estamparon en el taller mientras ella estuvo a cargo se encuentran: Reglamento de la AcademiaCientífico-literaria de la Juventud Católica de Valencia, Exequias por las víctimas del ejército en la guerra. Oración fúnebre pronunciada el día 31 de marzo de 1876 y Corona Poética a la Memoria de la Señorita Doña María de los Dolores.
Cuando falleció dejó la imprenta a cargo de su sobrino Miguel Manaut hasta su muerte en 1896.